# Behemoth (Il maestro e Margherita)
Behemoth (in russo Бегемот, letteralmente "Ippopotamo") è un personaggio del romanzo Il maestro e Margherita di Michail Bulgakov. È un demone membro del seguito di Woland, paggio e buffone.

## Descrizione

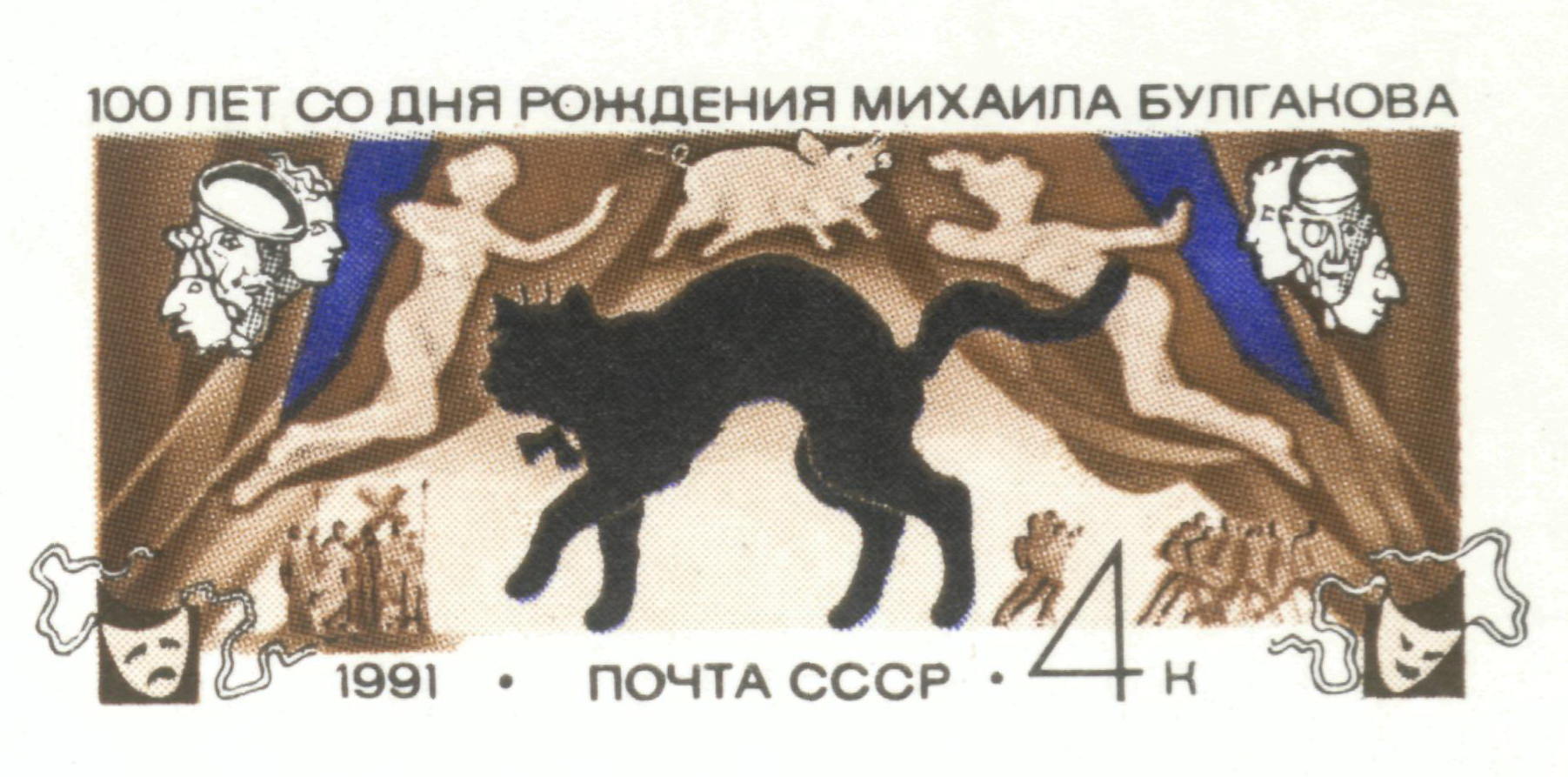
Francobollo commemorativo delle Poste Sovietiche (1991)

Behemoth, spesso tradotto in Ippopotamo nelle edizioni in italiano del romanzo, ha l'aspetto di un enorme gatto grasso e nero, abbigliato in maniera chiassosa e in grado di parlare e camminare sulle zampe posteriori. In alcune scene prende un aspetto umano mantenendo però sempre alcune somiglianze con il suo sembiante solito: la grassezza, la piccola statura e i tratti felini.
Behemoth combina comicamente una ponderatezza da filosofo e maniere raffinate con comportamenti maliziosi e improvvisamente aggressivi: in una scena del romanzo, ad esempio, fra l'orrore dei presenti strappa la testa dal collo di un moscovita per riattaccarla subito dopo. È sempre pronto a fare scherzi e battute, o a provocare confusione con i suoi poteri demoniaci. Una sua trovata ricorrente è quella di apparire in forma felina e scioccare gli osservatori ignari con il suo comportamento umano. In forma umana, compie in città una serie di disastrose malefatte con la complicità di Korov'ev.

Nella scena finale della cavalcata, in cui i vari personaggi al seguito di Woland abbandonano le spoglie indossate lungo la storia per apparire con aspetto più veritiero, anche Behemoth perde le sue sembianze comiche, risultando ora meditativo e drammatico:

## Origini

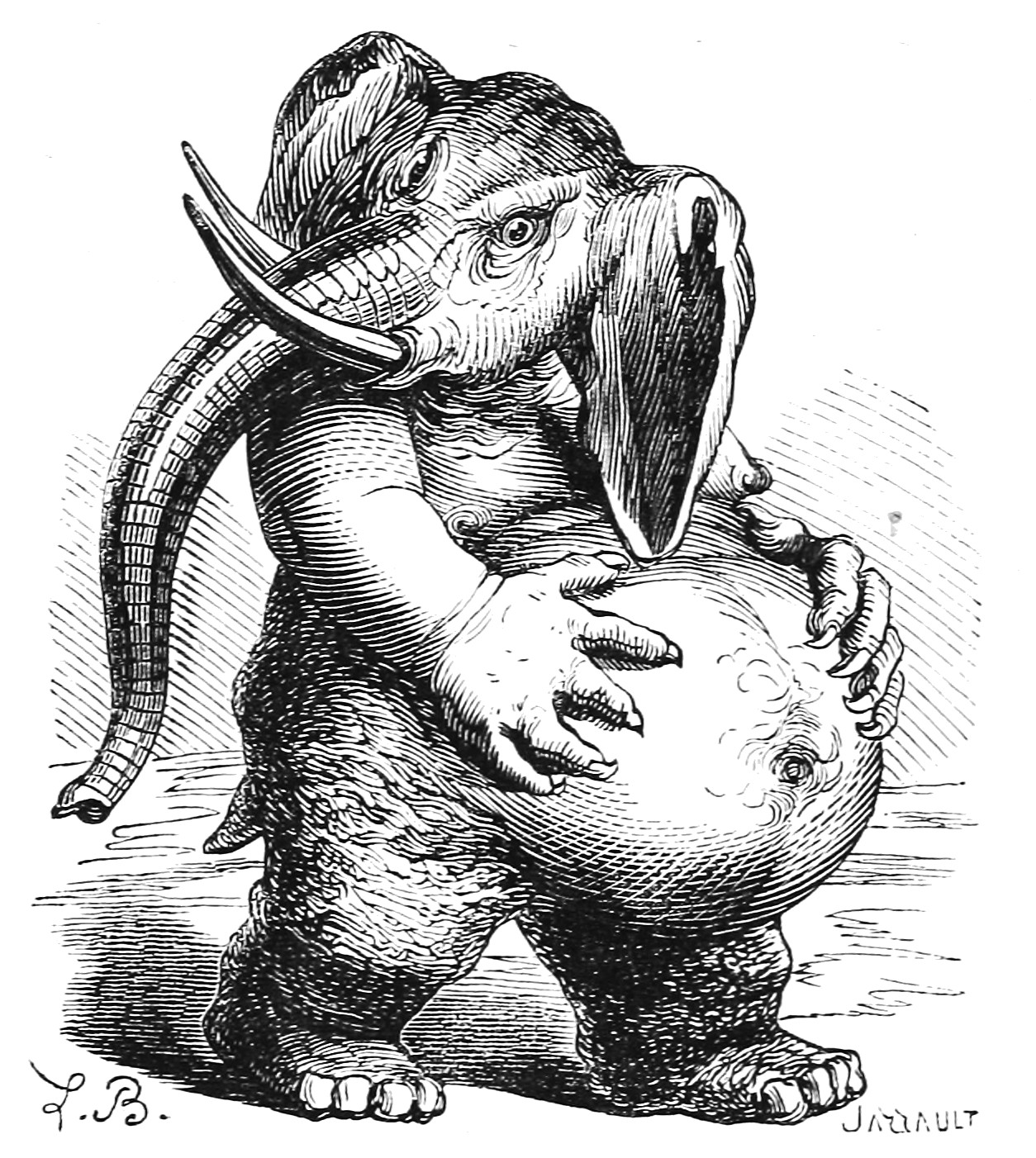
Behemoth come diavolo nel Dizionario infernale di Collin de Plancy.

Nella Bibbia Behemoth è un immenso animale che compare nel libro di Giobbe, simbolo della grandezza delle opere del Creatore. È talvolta identificato con l'ippopotamo; e бегемот (begemot), che deriva da Behemoth, è appunto la parola russa per ippopotamo. Secondo alcune correnti esoteriche e religiose, Behemoth non sarebbe una creatura simbolo di Dio, bensì un essere diabolico. Probabilmente i traduttori scelsero di tradurre Бегемот come Behemoth, invece che letteralmente come Ippopotamo, per ricollegarsi a questa interpretazione.